# Collar d'ambre per a la dentició

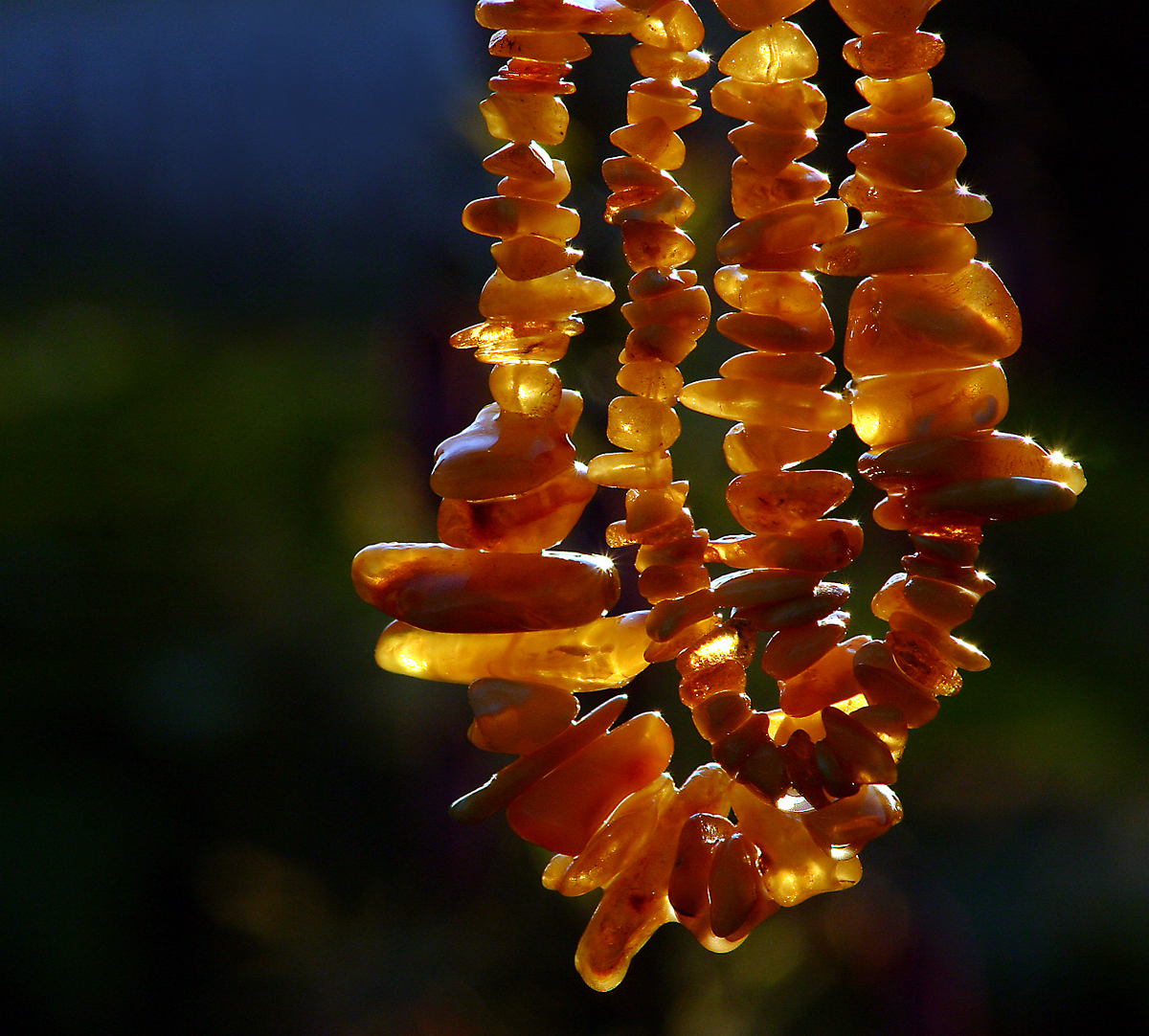
Un collar d'ambre original, en el que s'han basat els fabricants per crear aquest producte.

El collar d'ambre per a la dentició, també disponible en format polsera, és un collar d'ambre o de poliestirè que, segons els seus distribuïdors, serveix per mitigar el dolor que senten els nens durant la dentició. Segons algunes webs, també protegeix contra les influències negatives d'equips elèctrics com ordinadors, televisors, telèfons mòbils i forns microones.
Encara que ha estat un producte molt venut per tot el món, no hi ha cap prova que demostri la seva eficàcia. A més, aquests productes s'han considerat perillosos pel risc d'estrangulació o de la ingestió de les peces. S'han arribat a documentar casos de mort del nadó per estrangulament amb aquests collars.
L'Acadèmia Americana de Pediatria recomana com a alternatives fregar les genives inflamades amb un dit net o usar un anell de goma per a la dentició perquè el nounat pugui mastegar-lo.

## Suposat funcionament
Els venedors afirmen que es basen en el folklore medicinal d'ambre per proporcionar possibles efectes terapèutics de l'àcid succínic per reduir el dolor. Aquesta tradició es basa en el fet que el nadó rebi una dosi terapèutica d'àcid succínic a través de l'absorció percutània.
El problema és que, per produir àcid succínic, l'ambre ha de ser escalfat per sobre de 185 °C i això no és probable que es produeixi durant el contacte amb la pell dels nadons. Una altra possibilitat és que els olis de la pell dissolguessin l'ambre, però perquè això succeís, seria necessari escalfar l'ambre molt per sobre de 37 °C, la temperatura del cos, perquè fos mal·leable. A més, hi ha poques proves que l'àcid succínic proporcioni algun efecte analgèsic.
Les que no són d'ambre, sinó de poliestirè, són venudes com a material electromagnètic.